# دشت سالزبری

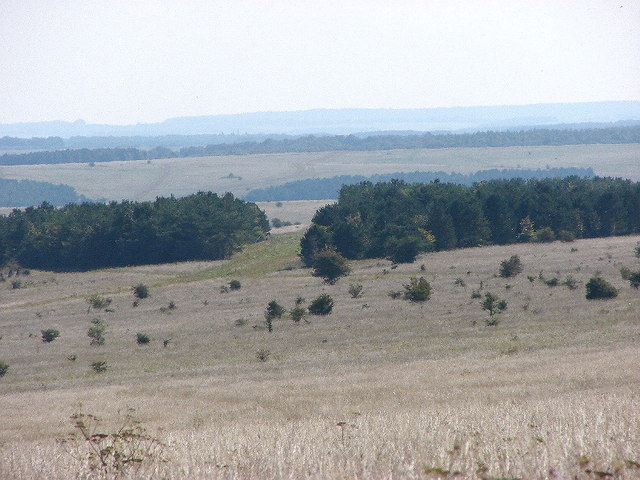
دشت سالیسبری، جنوب مرکزی انگلستان - ۲۰۰۷

دشت سالیسبری (انگلیسی: Salisbury Plain) یک فلات گچی است که بخش جنوب غربی در جنوب مرکزی انگلستان را می‌پوشاند. این دشت حدود ۷۸۰ کیلومتر مربع (۳۰۰ مایل مربع) مساحت دارد. محوطهٔ باستانی استون هنج در این دشت واقع شده‌است.